# Sky Jump
SkyJump ist eine gemeinsame Entwicklung von Waitomo Adventures, einem Anbieter von Abenteuer-Touren, und AJ Hackett, Anbieter besonders spektakulärer Bungee-Sprünge. Diese Extremsportart basiert auf einer "fan-descenders" genannten Technologie, die für Fallschirmsprungtraining und für Stunts verwendet wird.
Die bekanntesten Orte, an denen SkyJumping derzeit angeboten wird, sind der Sky Tower (Auckland), der Macau Tower und der Stratosphere Tower in Las Vegas.

## Technik
Mit einem speziellen Hüft- und Brustgurt gesichert, wird man an drei Seilen mit hoher Tragkraft befestigt. Die Seitenkabel stabilisieren, so dass selbst bei starken Winden der Springer nicht zu nah an den Turm gerät. Das mittlere Seil läuft in einer Kabeltrommel, an dessen Achse ein Flügelrad befestigt ist, das durch den Luftwiderstand das Seil abbremst. Ein Reduktionsgetriebe sorgt dafür, dass ca. 10 Meter über dem Boden langsam abgebremst wird.
Im Gegensatz zum Bungee-Springen wird der Körper nicht wieder nach oben zurückgeschleudert. Der Körper wird daher nur wenig belastet.

## Sky Tower Auckland
Der SkyJump erfolgt von der mittleren Beobachtungsplattform des Sky Towers aus. Während des Falls von 192 Metern wird eine Höchstgeschwindigkeit von ca. 85 km/h erreicht. Der Fall dauert etwa 11 Sekunden.

## Macau Tower
Im August 2005 erzielte AJ Hackett mit dem Sprung von der Aussichtsplattform des Macau Towers einen Eintrag ins Guinness-Buch der Rekorde. Der Sprung aus 233 Metern Höhe über Grund wird als Touristenattraktion angeboten. Während des 20 Sekunden dauernden Falls wird eine Spitzengeschwindigkeit von etwa 75 km/h erreicht.

## Stratosphere Las Vegas
Im Jahr 2010 löste der Skyjump in Las Vegas den Weltrekordhalter in Macau ab. Der Sprung erfolgt vom Stratosphere Tower aus 260 Meter Höhe.

## Dach des Park Inn Berlin am Alexanderplatz
Seit April 2010 ist ein Sprung aus 125 Metern Höhe möglich.